# Guillermo Angaut
Guillermo Pablo Angaut (La Plata, 16 de enero de 1965) es un exjugador argentino de rugby que se desempeñaba como fullback. Actualmente ejerce su profesión de médico oftalmólogo.

## Carrera
Debutó en la primera de La Plata Rugby Club en 1983 con 18 años. Fue capitán entre 1989 y 1995, consiguió un título y se retiró en 1997 a la edad de 32 años.

## Selección nacional
Curiosamente su debut en los Pumas se produjo en una Copa del Mundo y ante los All Blacks, fue el 1 de junio de 1987 en Nueva Zelanda 1987. Su último partido fue el 13 de octubre de 1991 contra Samoa. En total solo jugó siete partidos, pero disputó dos Copas mundiales.

### Participaciones en Copas del Mundo
Héctor Silva lo llevó sin experiencia internacional previa a Nueva Zelanda 1987, como suplente de Sebastián Salvat. Angaut se ganó la titularidad frente a los All Blacks y fue su único partido.
Luis Gradín lo seleccionó para Los Pumas gira United Kingdom 1990 y luego Mundial Inglaterra 1991, como suplente de Guillermo del Castillo. En un duro grupo, solo jugó ante Samoa; pero como titular.
| Mundial                       | Sede          | Resultado      | PJ | Tries |
| ----------------------------- | ------------- | -------------- | -- | ----- |
| Copa Mundial de Rugby de 1987 | Nueva Zelanda | Fase de grupos | 1  | 0     |
| Copa Mundial de Rugby de 1991 | Inglaterra    | Fase de grupos | 1  | 0     |

## Palmarés
- Campeón del Torneo Sudamericano de 1987.Campeón del Torneo sudamericano de Rugby Mendoza Argentina 1989
- Campeón del Torneo de la UAR de 1995.